# عهد إبراهيم
عهد إبراهيم هو نص منحول للعهد القديم. كتب على الأرجح في القرن الأول أو الثاني ح.ع، لكاتب يهودي الأصل، ويعد عادة ضمن ما يعرف باسم الأدب القيامي. يعتبره اليهود الإثيوبيون (بيتا إسرائيل) كتابًا مقدسًا، ولكنه ليس كذلك عند أي مجموعات يهودية أو مسيحية أخرى. غالبًا ما يتم التعامل معه على أنه واحد من ثلاث أعمال متشابهة جدًا، والعملان الآخران هما عهد إسحاق وعهد يعقوب، مع أنه لا يوجد سبب لافتراض أن هذه الأعمال كانت في الأصل عملًا واحدًا. تستند الأعمال الثلاثة بأسلوبها على مباركة يعقوب، الموجودة في الكتاب المقدس. يحتوي القرآن أيضًا على إشارة إلى صحف إبراهيم في سورة الأعلى: 19، والتي ليس لها علاقة واضحة مع نص عهد إبراهيم.

## إرث المخطوطات
حُفظ النص اليوناني لعهد إبراهيم في تنقيحين أو صيغيتين مختلفتين في نواحي عدة:
- الصيغة الطويلة ، فيها قصة أكثر تطوراً وتفصيلاً وهي أكثر خطية، بقيت في حوالي ثلاثين مخطوطة، الأكثر أهمية بينها هي المخطوطات E ، [2] A [3] و B.[4]
- الصيغة القصيرة ، حلقات السرد فيها تكون مفاجئة في بعض الأحيان ولا ترتبط ارتباطًا منطقيًا ولكن ربما هي الصيغة الأسبق، بقيت في حوالي تسع مخطوطات، من بين أهمها A [5] و E [6] (مخطوطة E للصيغة القصيرة مميزة بسبب وجود العديد من الكلمات السامية فيها).

لا يوجد إجماع بين العلماء حول أي الصيغتين أقرب إلى الأصل، أو ما إذا كان بالإمكان افتراض نصًا أصليًا أو أكثر. العلماء الأوائل، مثل جيمس،  ولكن أيضًا مؤخرًا لودلو،  الذين يعملون بشكل رئيسي على وجهة النظر السردية، يدعمون أولوية الصيغة الطويلة. تم تحدي هذا الرأي على سبيل المثال من قبل تورنر  الذي درس النص من وجهة نظر لغوية، وبشكل رئيسي من قبل شميت  الذي عمل بتعمق على المخطوطة E للصيغة القصيرة ، والتي لم تكن متاحة للمحررين المبكرين.
النص محفوظ أيضًا باللغات السلافونية،  والرومانية،  والإثيوبية (الفلاشة)، والقبطية والعربية. تتبع هذه الإصدارات، باستثناء التقيح بالغة الرومانية، محتوى الصيغة القصيرة باليونانية. في عام 1892 حرر إم. جيمس  النص اليوناني لأول مرة، مع ترجمة ومقدمة باللغة الإنجليزية. وجرى تحرير النص اليوناني أيضًا في وقت مبكر من قبل فاسيلييف Vassiliev  في عام 1893.

## الأصل والتاريخ
فيما يتعلق بأصل السفر، كتب جيمس: «وضع العهد شخص مسيحي يهودي في الأصل في القرن الثاني، واستخدم في الأجزاء السردية حكايات يهودية موجودة، وبالنسبة إلى نهاية العالم، استند إلى خياله إلى حد كبير». يرى جيمس أن عهد إبراهيم هو الكتاب الذي اشار إليه أوريجانوس. إلا أن شورر  يعترض وينفي إشارة أوريجانوس، مؤكدًا أنه لا توجد أسباب لافتراض أصل يهودي جزئي. من ناحية أخرى، أعطى كوهلر  أسبابًا كافية للنظر في هذا العمل المنحول بأنه عمال مستقل من أصل يهودي وجرى توسيعه لاحقًا من خلال بعض الإضافات المسيحية، وموقف كوهلر هذا هو الذي يتبناه معظم الباحثين اليوم.
من المحتمل أن يكون عهد إبراهيم قد كتب في الأصل باللغة اليونانية، من قبل شخص يعيش في مصر في ذلك الوقت. هذا يرجع إلى حقيقة أن المفردات الموجودة في النص تشبه إلى حد كبير المفردات المستخدمة في الأسفاراللاحقة في السبعينية، والتي كانت تُكتب في ذلك الوقت، بالإضافة إلى كتب أخرى نعرفها، مثل سفر المكابيين الثالث، كتبت في ذلك الوقت في مصر. بالإضافة إلى ذلك، هناك جوانب من القصة يبدو أنها تعكس جوانب الحياة المصرية، مثل الأحكام الثلاثة التي تعكس المستويات الثلاثة للحكومة المصرية حينها. لسوء الحظ القرائن على كون مصر مكان المنشأ مدعومة فقط في الصيغة الطويلة من عهد إبراهيم.
وبالتالي ليس للصيغة القصيرة مكان محدد أو تاريخ منشأ محدد. في حين أنه من المنطقي أن نفترض أن أصولها كانت في نفس المكان والزمان الذي كانت فيه الصيغة الطويلة ، وبما أنه لا يوجد دليل ملموس، فإن أي مركز ثقافي يهودي يمكن أن يكون مصدرها.

## المحتوى
يتناول عهد إبراهيم إحجام إبراهيم عن الموت والطريقة التي جرت بها وفاته. وعموما، فإن الصيغة الطويلة تبلغ حوالي ضعف الصيغة القصيرة، على الرغم من أن كلاهما يرتبط بنفس الحبكة الإجمالية.
- الفصل 1 (صيغة طويلة / صيغة قصيرة): أمر الله الملاك ميخائيل أن «أنزل... إلى خليلي إبراهيم وكلمه بأمر الموت، ليتمكن من ترتيب شؤونه».[17] ترد هذا الصياغة التفصيلية في الصيغة الطويلة ، على الرغم من أن الصيغة القصيرة فيها صياغة مماثلة. تتضمن الصيغة الطويلة أيضًا قائمة بشيم إبراهيم، وتسلط الضوء بشكل خاص على كرم ضيافته، وتشير إلى أنه كان عند «بلوطات ممرا».[18] والمحادثة بين الله وميخائيل أطول أيضا من الصيغة القصيرة.
- الفصل 2 (صيغة طويلة / صيغة قصيرة): ينزل ميخائيل إلى الأرض ويجد إبراهيم في الحقل. يرحبان ببعضهما البعض، ويراوغ ميخائيل في الجواب على بعض الأسئلة حول هويته، مما يجعل إبراهيم يتعامل مع ميخائيل كرجل عادي. ثم يدعو إبراهيم ميخائيل إلى بيته ويعرض على ميخائيل استخدام حصان للوصول إلى هناك، وهو ما يرفضه ميخائيل. تتغيّر الصياغة التفصيلية للمحادثة وترتيبها بين الصيغتين، ولكن التأثير الإجمالي للمحادثات متشابه جدًا بين الصيغيتين. ربما يكون الاختلاف الأكبر هو أنه في الصيغة القصيرة، يتحدث إبراهيم عن كيفية تسميته، بينما فيالصيغة الطويلة، فإن مرواغة ميخائيل وتهربه من السؤال أطول. بالإضافة إلى ذلك، تشير الصيغة الطويلة مرة أخرى إلى أن إبراهيم يقيم بالقرب من بلوطات ممرا.
- الفصل 3 (صيغة طويلة / صيغة قصيرة): في طريق العودة إلى المنزل، تتحدث شجرة (مُحددة كشجرة سرو في الصيغة الطويلة) إلى إبراهيم، على الرغم من أن إبراهيم لا يلفت الانتباه إلى الشجرة. عندما وصلوا إلى المنزل، أمر إبراهيم إسحاق بغسل أقدام ميخائيل. هذا يجعل ميخائيل يبكي، وتصبح دموعه أحجارًا كريمة. في الصيغة الطويلة ، يدرك إسحاق أن ميخائيل ليس بشريًا. بالإضافة إلى ذلك، يأخذ إبراهيم دموع ميخائيل التي تحولت إلى أحجار كريمة والتي تظهر مرة أخرى فيالصيغة الطويلة ، ولكن يتم نسيانها في الصيغة القصيرة، وفيه، يبدأ إبراهيم الاستعدادات لتناول العشاء.
- الفصل 4 (صيغة طويلة / صيغة قصيرة): عاد ميخائيل إلى السماء وأخبر الله أن إبراهيم لطيف للغاية - لا يستطيع ميخائيل أن يخبر إبراهيم بدتو أجله. يعد الله بإرسال حلم لإسحاق يرى فيه موت إبراهيم. فيالصيغة الطويلة ، تبدأ الاستعدادات لتناول العشاء في هذا الفصل، ويقول الله أنه على ميخائيل تفسير الحلم. يذكر الصيغة القصيرة أن جميع الملائكة يتعبدون الله عند غروب الشمس (وهو ما يفسر كيف عاد ميخائيل إلى السماء)، بينما يترك الصيغة الطويلة ذلك دون تفسير.
- الفصل 5 (صيغة طويلة) / الفصل 5-6: 6 (صيغة قصيرة): يعود ميخائيل إلى الأرض ويتناول العشاء مع إبراهيم. ثم يذهب إسحاق للنوم ويحلم بموت إبراهيم، وعلى الرغم من أن محتويات الحلم لم تناقش بعد. فإن إسحاق يركض إلى إبراهيم ويحتضنه ويجهش بالبكاء، مما يؤدي بدوره إلى أن يبدأ إبراهيم وميخائيل في البكاء كذلك. ثم تدخل سارة وتسأل عما إذا كان كل البكاء لأن ميخائيل قال أن لوط قد مات. لا يوجد فرق كبير بين الصيعتين في هذا القسم.
- الفصل 6 (ضيعة طويلة) / الفصل 6: 6-6: 13 (صيغة قصيرة): تتعرف سارة على ميخائيل كونه واحد من الملائكة الذين جاؤوا إلى خيمة إبراهيم في سفر التكوين.اصحاح 18، ويؤكد إبراهيم ذلك عندما يتذكر أن ميخائيل لديه نفس القدمين (قام إبراهيم بغسل أقدام ميخائيل وأولئك الزوار الثلاثة في تكوين 18). في الصيغة الطويلة ، ذُكرت دموع ميخائيل (التي تحولت إلى أحجار كريمة) كدليل إضافي على هوية ميخائيل.
- الفصل 7 (صيغة طويلة) / الفصل 7: 1-18 (صيغة قصيرة): يروي إسحاق حلمه، وفيه أخذ «الرجل المجيد» الشمس والقمر من إسحاق. يكشف ميخائيل عن هويته الكاملة ويفسر الحلم بأن الشمس هي إبراهيم، والقمر هو سارة، والرجل المجيد الذي يأخذ كل من الشمس والقمر يعني أن إبراهيم وسارة يموتان. ثم أمر ميخائيل إبراهيم بترتيب شؤونه. في الصيغة القصيرة ، يرفض إبراهيم الذهاب مع ميخائيل.
- الفصل 8 (صيغة طويلة): في الصيغة الطويلة ، يُسرع ميخائيل إلى السماء ويخبر عن رفض إبراهيم. يتكلم الله (يفترض أن ميخائيل ينقل الكلام لإبراهيم فيما بعد) كيف أنه بارك إبراهيم، لذلك ينبغي أن لا يرفض إبراهيم إرادته. لا يوجد موازٍ لهذا المشهد في الصيغة قصيرة (لا يرفض إبراهيم مباشرة الذهاب مع ميخائيل).
- الفصل 9 (صيغة طويلة) / الفصل 7: 19-8: 2 (صيغة قصيرة): يطلب إبراهيم أن يرى العالم كاملًا قبل وفاته، وينقل ميخائيل ذلك الطلب إلى الله، ويقبله الله. تتضمن الصيغة الطويلة أيضًا أن ميخائيل ينقل كلام الله وأن إبراهيم يتوب عن رفضه السابق قبل تقديم طلبه.
- الفصل 10 (صيغة طويلة) / الفصل 12 (صيغة قصيرة): في الصيغة الطويلة، يبدأ الحدث التالي عندما يأخذ ميخائيل إبراهيم على «مركبة الكروبيم».[19] يرى إبراهيم كامل العالم، بما في ذلك العديد من الخطاة (القتلة والأشخاص الذين يرتكبون الزنا واللصوص). عندما يرى الخطاة يطلب أن يقتلوا بطرق مختلفة ويتم قبول الطلب. تظهر نظائر الفصول 10-13 للصيغة الطويلة في الصيغة قصيرة، ولكن جرى تغيير ترتيبها.
- الفصل 11 (صيغة طويلة) / الفصل 8: 3-16، 11: 9-12 (صيغة قصيرة): في الصيغة طويلة ، يأخذ ميخائيل بعد ذلك إبراهيم إلى السماء، حيث يرى بوابة صغيرة وبوابة كبيرة، وهناك رجل على عرش ذهبي جالس بينهما. يقضي الرجل معظم وقته في البكاء. يسير حشد هائل عبر البوابة الكبيرة، بينما تدخل بعض الأرواح في البوابة الصغيرة. في نهاية المطاف، اكتشف إبراهيم أن البوابة الكبيرة هي حيث تذهب أرواح الخطاة إلى الإدانة، البوابة الصغيرة هي حيث تذهب أرواح الصالحين إلى الفردوس، والرجل هو آدم، الذي يفرح عندما تنقذ الأرواح ويبكي عندما تكون النفوس ملعونة.
- الفصل 12 (صيغة طويلة) / الفصل 9-10 (صيغة قصيرة): ثم يذهب إبراهيم إلى المكان الذي تحاكم فيه النفوس. كما يجد روحًا متوازنة تمامًا بين الخير والشر. في الصيغة الطويلة، يحكم رجل جالس على عرش على الأرواح، وهناك أربعة ملائكة تحته، منهم ملاكان يعملان ككتبة، وملاك ناري، وملاك بميزان لوزن الروح، وكان يجري الحكم على النفس المتوازنة عندما يظهر إبراهيم. في الصيغة القصيرة ، يرى إبراهيم الروح المتوازنة قبل الذهاب إلى مكان الحكم، والقاضي نفسه لديه مساعد واحد فقط، وعندما يظهر إبراهيم، كانت هناك محاكمة لامرأة ارتكبت الزنا مع زوج ابنتها، ثم قامت بقتل ابنتها. وتحكم باللعن.
- الفصل 13 (صيغة طويلة) / الفصل 11: 1-11، 13: 8-14 (صيغة قصيرة): يسأل إبراهيم عن هوية القاضي ومساعديه. أجاب ميخائيل أن هابيل هو القاضي. في الصيغة القصيرة ، مساعد هابيل هو أخنوخ. في الصيغة الطويلة ، أوضح ميخائيل أنه بمجرد الوصول إلى الحكم النهائي، سيتم دعم قضاء هابيل بقضائن إضافيين: فبعد هابيل، سيتم الحكم على كل واحد من قبل أسباط إسرائيل الإثني عشر، وأخيرًا سيقضي الله. في هذه المرحلة، يشرح ميخائيل الغرض من وجود مختلف الملائكة المساعدين: أحد الملائكة الكاتب يسجل أعمال الخير لكل روح، بينما يسجل الملاك الآخر خطايا كل روح، الملاك الصغير هو دوكئيل، الذي يزن الخطايا والأفعال الصالحة لكل روح والملاك الناري هو فورئيل الذي يختبر كل روح بالنار.
- الفصل 14 (صيغة طويلة): يصلي إبراهيم من أجل الروح المتوازنة بين الخير والشر التي مر ذكرها في الفصل 12، ويقنع الله بتخليص هذه الروح. ثم يقرر إبراهيم أن إلحاق الضرر بالخطاة في الفصل 10 كان خطأ، ويصلي لله أن يخلصوا. يوافق الله. لا يوجد موازيات لهذا المشهد في الصيغة القصيرة .
- الفصل 15 (صيغة طويلة) / الفصل 12: 14-16 (صيغة قصيرة): يعود إبراهيم وميخائيل إلى الأرض. في الصيغة القصيرة ، تكون سارة قد ماتت. في الصيغة الطويلة، يقول إبراهيم مرة أخرى أنه لن يذهب مع ميخائيل، مما يجعل ميخائيل يهرع إلى السماء ويخبر الله بما حدث.
- الفصل 16 (صيغة طويلة) / الفصل 13: 1-8 (صيغة قصيرة): يرسل الله الموت، بهيئة جميلة، ليأخذ إبراهيم. فيالصيغة الطويلة ، الموت قادر على تمويه نفسه. ويخبر الموت إبراهيم من هو، إلا أن إبراهيم لا يصدقه. في الصيغة القصيرة ، يتنكر الموت بميخائيل، وببساطة لم يدرك إبراهيم من هو الموت.
- الفصل 17 (صيغة طويلة) / الفصل 13: 9-14: 5 (صيغة قصيرة): يتجادل إبراهيم مع الموت، ويستمر في رفض الاعتقاد بأن الشخص الذي أمامه هو الموت، لأن شكله جميل للغاية. في النهاية، يقنع إبراهيم الموت ليكشف عن نفسه بكل قباحته. عند هذه النقطة، يموت العديد من الخدم. في الصيغة الطويلة ، يموت 7000 خادم، بينما في الصيغة القصيرة يموت 7 فقط من الخدم.
- الفصل 18 (صيغة طويلة) / الفصل 14: 5 (صيغة قصيرة): يصلي إبراهيم لله من أجل إحياء الخدم. في ف الصيغة الطويلة ، يسبق ذلك أن يعود الموت جميلًا مرة أخرى ويدور نقاش حول ما إذا كان من المفترض أن يموت الخدم. بالإضافة إلى ذلك، تمكن إبراهيم من إقناع الموت بالانضمام إليه في صلاة من أجل الخدم في الصيغة الطويلة.
- الفصل 19 (صيغة طويلة): يحاول إبراهيم إقناع الموت بتركه مرة أخرى وإعادة ميخائيل مرة أخرى، على الرغم من أن الموت لا يمتثل على الفور. يقنع إبراهيم الموت أيضًا ليصف الأسباب الكامنة وراء شكله الوحشي. لا يوجد موازيات لهذا المشهد في الصيغة القصيرة.
- الفصل 20 (صيغة طويلة) / الفصل 14: 6-7 (صيغة قصيرة): أخيرًا يميت الموت إبراهيم . فيالصيغة القصيرة ، جرى وصف ذلك بأنه حدث «في المنام».[20] في الصيغة الطويلة ، يطلب الموت من إبراهيم أن يذهب معه للتو، لكن إبراهيم يدعي أنه يشعر بالضعف من أجل إقناع الموت بالمغادرة لفترة. رداً على ذلك، أقنع الموت إبراهيم بتقبيل يده حتى يشعر إبراهيم بتحسن. في الواقع، هذه القبلة تقتل إبراهيم. يدفن جسد إبراهيم، وترتفع نفسه إلى السماء.

## الدلالة
عندما يُنظر إلى عهد إبراهيم على أنه نص ديني، فإنه يعطي رسالة فريدة. أبعد من وجود الملائكة والله والموت ، وإن الدرس الذي يظهر هو ببساطة أن يكون الشخص صالحًا، وويقوم بالأعمال الصالحة، ويتجنب الأعمال السيئة. في مشاهد الحكم ، لا يوجد فرق بين ما إذا كان الناس يهودًا أو غير اليهود ، فقط ما إذا كانوا قد قاموا بأعمال حسنة أو سيئة. ما يجعل القارئ يتصور فكرة المعاملة العادلة كونيًا، التي لا تتأثر بالنسب أو أي صفات أخرى ، عندما يتعلق الأمر بالحكم ، إذ يحكم على الشخص الذي تفوق خطاياه أعماله الصالحة بالعقاب الأبدي ، في حين أن الشخص الذي تفوق أعماله الصالحة خطاياه سينقل إلى الجنة.

## الفكاهة
في حين أن هذا النص له أهميته اللاهوتية ، فإنه يمكن النظر إليه ببساطة على أنه قصة تهدف إلى التسلية. طوال النص كله نجد إبراهيم المتدين الذي يحاول المراوغة وتجنب إرادة الله. لكن هذا لا يعني أن إبراهيم يُصوَّر في صورة غير متدين ، بل على العكس، إذ يعترف له كم كان صالحًا ومخلصًا طوال حياته ، ويستخدم ذلك لصالحه. وع ذلك فهو ماهر جدًا في تجنب قضاء الله والطريقة الوحيدة التي أخذ بها روحه أخيرًا هي عندما يخدعه الموت. الشخصية الفكاهية الأخرى التي نواجهها هي رئيس الملائكة ميخائيل. إن «القائد العام» عند الله هو ملاك يفترض أنه قادر على اتخاذ القرارات بمفرده والتعامل مع رفض إبراهيم ، لكنه لا يستطيع ذلك. في كل مرة يقوم فيها إبراهيم بشيء لا يتوقعه ميخائيل ، يتذرع بسبب ما ليبرر لنفسه ثم يسارع إلى السماء لاستشارة الله ومعرفة ما يحب فعله بإبراهيم العنيد.